# Alan Hunter (general)
Alan John Hunter, britanski general, * 5. oktober 1881, † 5. marec 1942.